# Крылов, Дмитрий Дмитриевич
Дми́трий Дми́триевич Крыло́в (29 сентября 1946, Охотское море) — советский и российский тележурналист, актёр, режиссёр. Автор и ведущий телепередач «Непутёвые заметки» (ОРТ/Первый канал) и «Телескоп» («Спутник телезрителя», РТР), также был ведущим конкурсов красоты и руководителем Мастерской факультета Журналистики Московского института телевидения и радиовещания «Останкино».

## Биография
Родился 29 сентября 1946 года в Охотском море, в шлюпке, направляющейся в роддом Охотска. За девять дней до рождения сына утонул в море его отец. Отчимом Дмитрия Крылова стал музыкант Лев Самуилович Розенблюм. Детство прошло в Звенигороде. Дед по матери Борис Грузинов, директор краеведческого музея Рузы, сослан на Соловки и там погиб.
С 1965 по 1968 год служил в армии (БВО, пехота). С 1968 по 1970 год работал последовательно руководителем любительской киностудии, дворником, осветителем в театре, водителем машины скорой помощи.
С 1970 года в течение одиннадцати лет работал сначала помощником режиссёра, потом режиссёром-постановщиком в концертном зале «Россия», параллельно учился в ГИТИСе на отделении «режиссёр эстрады», окончив его в 1978 году. С 1982 по 1983 год преподавал в ГИТИСе.
С 1983 года — на ЦТ, редактор в Литературно-драматической редакции. С 1986 года, в годы перестройки, стал режиссёром программы «Спутник телезрителя». Во время болезни ведущей передачи Светланы Жильцовой Крылову пришлось заменить её в кадре, так он сам стал ведущим. В тот же период работал над большой трёхчасовой программой «Вечер» американской телекомпании TBS на советском телевидении, был автором и ведущим литературно-художественного канала «Слово», автором нескольких выпусков телепередачи «Прожектор перестройки». Снялся в нескольких фильмах.
С 1991 года начал работать в Молодёжной редакции ЦТ. Художественный руководитель, режиссёр и ведущий авторской программы «Телескоп». С 1992 года стала выходить авторская программа «Непутёвые заметки» (с 1996 года — на постоянной основе). Также в 1995 году Крылов работал в качестве автора и ведущего над проектом «Милый друг» с участием жён знаменитостей, премьера которого планировалась в 1996 году, но в итоге не состоялась.
С июня 1998 года — член президиума Национальной гильдии туристической прессы.
В 2000 году стал одним из основателей туристического агентства «Путевые советы», которое на сегодняшний день выпускает передачи «Непутёвые заметки» и «По секрету всему свету».

### Личная жизнь
- Первая жена — Альбина (1971—1976)[8].
- Вторая жена — Наталья[8].
- Третья жена — Галина; расписались в 1987[8].
  - сын Дмитрий Крылов (род. 1987) — дизайнер.
- Четвёртая жена (с 1993 года) Татьяна Крылова — редактор и корреспондент[9][10]
  - сын жены Дмитрий (род. 1980) — оператор[9].

## Передачи
- Телескоп (с 1986 по 1991 год программа называлась «Спутник телезрителя»)
- Прожектор перестройки
- Благотворительная телеигра-лотерея «5+» (1991 год)
- Непутёвые заметки
- Волк и Заяц: 25 лет вместе (1 апреля 1993 года)
- Час пик[11] (выпуск 22 марта 1995 года)
- Дикие штучки (2002—2003 годы) — закадровый голос[5]
- Главный котик страны (2017 год) — закадровый голос в 5-м и 6-м выпусках
- По секрету всему свету (Россия-1, с 2018 года) — автор и продюсер.

## Фильмография
- 1989 — Загадка Эндхауза — Капитан Гастингс
- 1991 — Как живёте, караси? — камео[14]
- 1991 — Цареубийца — генерал Николай Рузский (эпизод из картины был вырезан)[14]
- 1991 — Московские красавицы — ведущий конкурса красоты
- 1992 — Прощение — Аркадий Маркович

## Награды и премии
- 2006 — орден Дружбы[15]